# Schwörtag

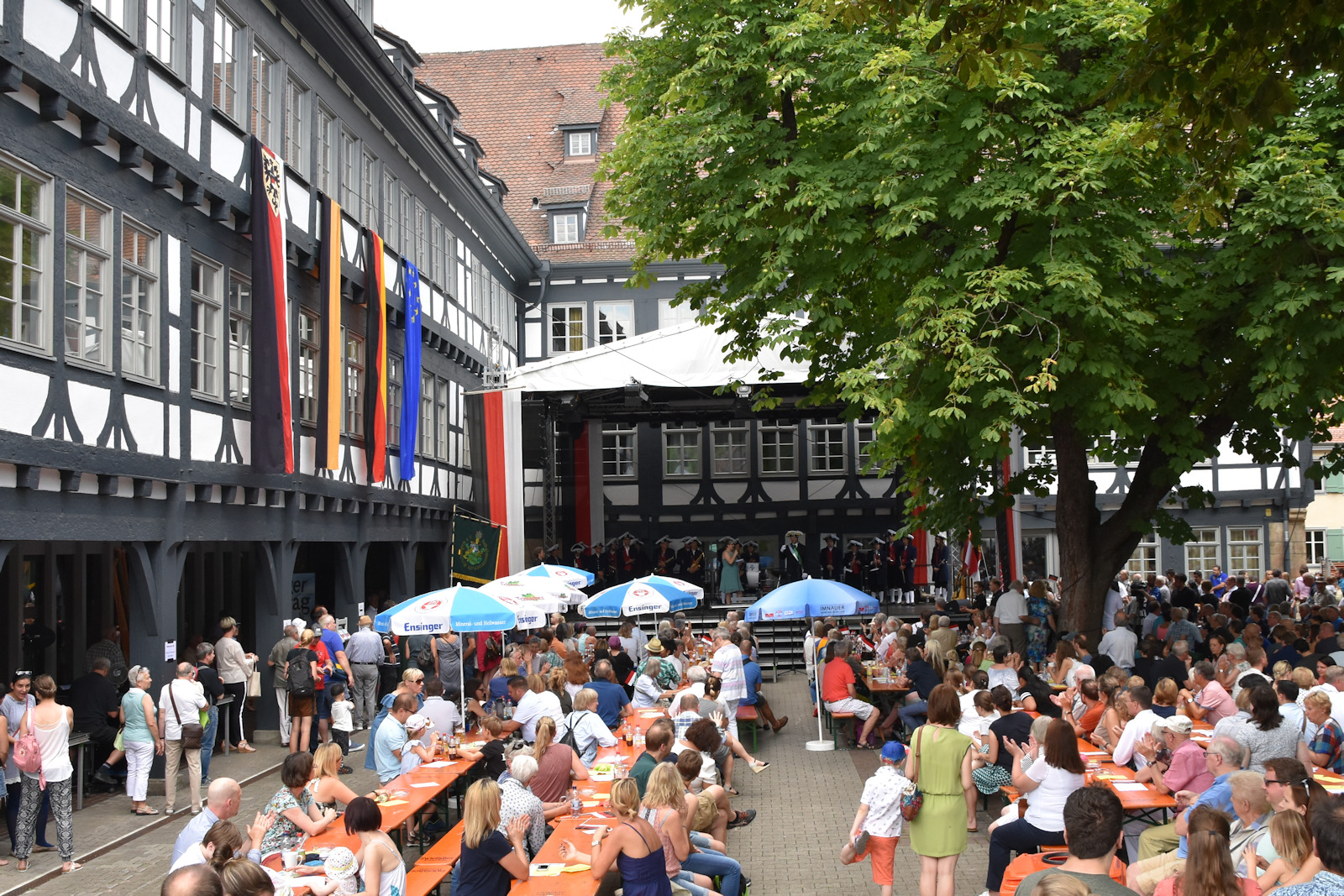
Feier zum Schwörtag in Reutlingen im Schwörhof

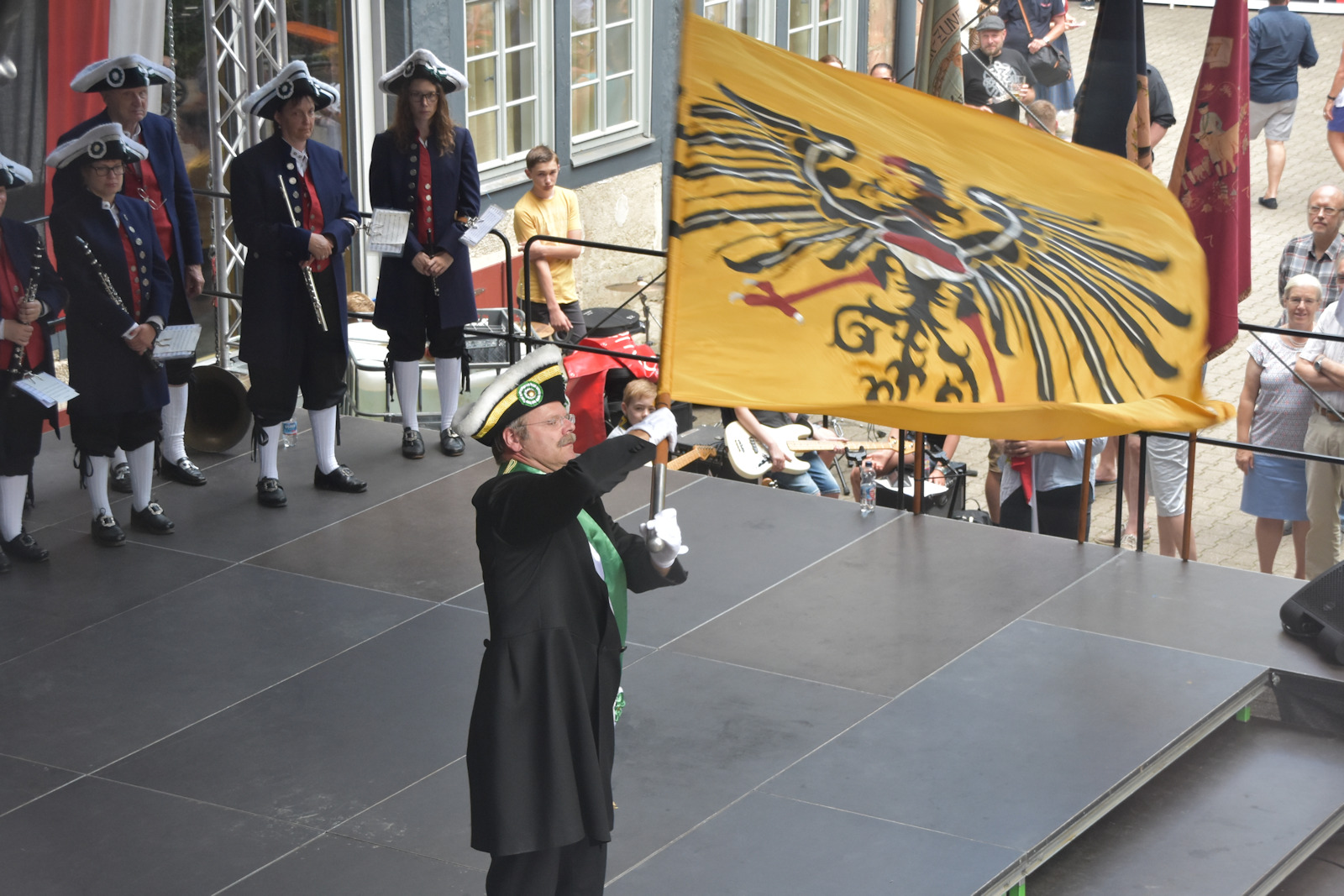
Fahnenflaiger beim Reutlinger Schwörtag

Der Schwörtag war ein Tag, an dem von der Bürgerschaft einer Stadt ein feierlicher Eid abgelegt wurde (Bürgereid). Im oberdeutschen Sprachgebiet wird er als „Huldigungstag“ bezeichnet. Termin und Ablauf des Schwörtages und die dabei zu leistenden Eide wurden durch die Obrigkeit einer Stadt in „Schwörartikeln“ genau festgelegt. Heute finden Schwörtage noch bzw. wieder in den ehemaligen Reichsstädten Ulm, Esslingen am Neckar und Reutlingen statt.
Im Jahr 2021 wurden die „Schwörtagstraditionen in ehemaligen Reichsstädten“ in das Bundesweite Verzeichnis des Immateriellen Kulturerbes im Bereich „Gesellschaftliche Bräuche, Feste und Rituale“ aufgenommen.